# Zubin Mehta
Zubin Mehta (* 29. dubna 1936, Bombaj, Indie) je dirigent indického původu, který působil jako šéfdirigent Izraelské filharmonie, Newyorské filharmonie, Losangeleské filharmonie či Bavorské státní opery.

## Původ a studium
Narodil se v zámožné zoroastriánské rodině, náležející k etnické skupině Pársů. Jeho otec byl houslista a dirigent, zakladatel Bombajského symfonického orchestru. Chodil do jezuitské školy v Bombaji, od dětství hrál na housle a klavír a už v 16 letech dirigoval bombajský orchestr. Roku 1950 začal na přání rodičů studovat lékařství v Bombaji, ale po roce tato studia opustil a věnoval se pouze hudbě. Roku 1951 přišel do Vídně, kde studoval hru na klavír, kompozici a hru na kontrabas, dirigovat se učil u Hanse Swarowského.

## Dirigentská dráha

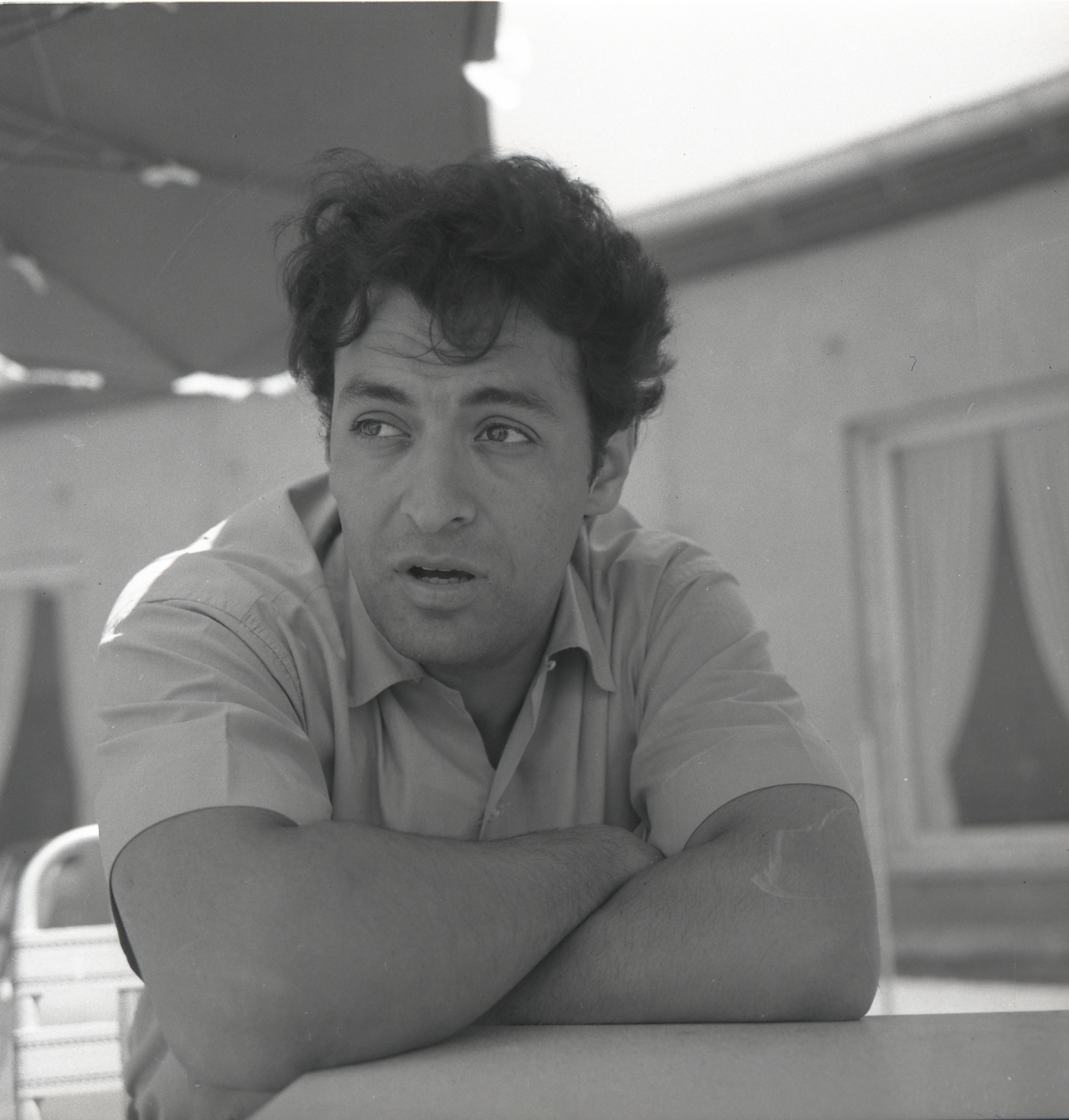
Zubin Mehta v roce 1965

Roku 1958 vyhrál mezinárodní dirigentskou soutěž v Liverpoolu a stal se tam zástupcem šéfdirigenta. Už v 60. letech dirigoval Vídeňskou i Berlínskou filharmonii a byl hostem Pražského jara. V letech 1962–1966 působil jako šéf montréalského symfonického orchestru a v letech 1962–1978 zastával pozici hudebního ředitele filharmonie v Los Angeles. V letech 1977–2019 byl šéfdirigentem a hudebním ředitelem Izraelské filharmonie, která jej v roce 1981 jmenovala svým doživotním hudebním ředitelem. V letech 1978–1991 byl také šéfdirigentem Newyorské filharmonie a v letech 1998–2006 Bavorské státní opery v Mnichově. Mezi roky 1985–2017 působil jako hudební ředitel festivalu Maggio Musicale ve Florencii.
V roce 1990 dirigoval v Římě první koncert Tří tenorů Luciana Pavarottiho, Plácida Dominga a José Carrerase u příležitosti Mistrovství světa ve fotbale 1990. Při vystoupení řídil dvě spojená tělesa – Orchestra del Maggio Musicale Fiorentino a orchestr římského operního divadla. Druhý takový koncert dirigoval v roce 1994 při vystoupení tenorů v Los Angeles.
V letech 1990, 1995, 1998, 2007 a 2015 řídil slavnostní Novoroční koncert Vídeňských filharmoniků, věnovaný většinou hudbě skladatelů z vídeňské rodiny Straussů (především Johannu Straussovi mladšímu) a jejich současníkům.
Jako operní dirigent působil na světových scénách, mj. v newyorské Metropolitní opeře, Vídeňské státní opeře, milánské La Scale, v Berlíně, Londýně či na Salcburském festivalu.
Roku 2005 zorganizoval v indickém Čennaí koncert na památku obětí tsunami z 26. prosince 2004.

## Rodinné vztahy
Zubin Mehta se 19. července 1969 podruhé oženil s herečkou Nancy Kovackovou. Z prvního manželství s Carmen Laskyovou má dvě děti. Jeho syn Mervon Mehta se stal viceprezidentem Kimmelova centra ve Filadelfii.
Dirigentův bratranec Dady Mehta je pianista a jeho syn Bejun Mehta operní pěvec. Jako kontratenor vystoupil mj. v hlavní roli zfilmované Gluckově opeře Orfeus a Eurydika, která byla natočena v roce 2013 v barokním zámeckém divadle v Českém Krumlově.

## Vyznamenání
Zubin Mehta je nositelem francouzského Řádu čestné legie (2001), indického řádu Padma Vibhušan (2001), izraelské Wolfovy ceny za umění (1995/6), Izraelské ceny (1991), Dan David Prize (2007), japonského Praemium Imperiale (2008) a Ceny za mír a toleranci OSN. Mehta je také čestným občanem Florencie a Tel Avivu a čestným členem mnoha hudebních těles.